# كلية الطب البيطري بجامعة كورنيل
كلية ولاية نيويورك للطب البيطري (بالإنجليزية: Cornell University College of Veterinary Medicine)‏ هي كلية الطب البيطري في جامعة كورنيل ، إيثاكا ، نيويورك . تأسست في عام 1894 ، وهي أول كلية قانونية أنشأها نظام جامعة ولاية نيويورك (SUNY).

## التاريخ
أنشأتها الهيئة التشريعية لولاية نيويورك عام 1894 ،  وصدق عليها الحاكم السابق روزويل ب. فلاور، وقد أصبح مقتنعاً بقيمة تعليم الطب البيطري بحكم تجربته الزراعية الشخصية. كلية الطب البيطري هي مؤسسة معترف بها دوليًا للصحة العامة والبحوث الطبية الحيوية وتعليم الطب البيطري.
خصصت الهيئة التشريعية لولاية نيويورك التمويل لبناء مبنى تعليم الطب البيطري في حرم جامعة كورنيل، اكتمل في خريف عام 1896 ، في عام 1957 ، قامت ولاية نيويورك ببناء مجمع جديد لتعليم الطب البيطري على الحافة الشرقية لحرم كورنيل. تعد كلية الطب البيطري اليوم واحدة من 30 كلية بيطرية في البلاد، وواحدة من ثلاث فقط في شمال شرق الولايات المتحدة .
| جيمس لو                 | 1894-1908             |
| فيلانوس ألفا مور        | 1908-1929             |
| بيير أوغسطين فيش        | 1929-1931             |
| وليام آرثر هاجان        | 1932-1959             |
| جورج سي بوبينسيك        | 1959-1974             |
| إدوارد سي. ميلبي جونيور | 1975-1984             |
| روبرت د                 | 1985-1995             |
| فرانكلين م. لوف         | 1995-1997             |
| دونالد ف.سميث           | 1997-2007             |
| مايكل آي كوتليكوف       | 2007-2015             |
| لورين وارنيك            | 2015 إلى الوقت الحاضر |

## البرامج الأكاديمية
كلية جامعة كورنيل للطب البيطري هي واحدة من ثلاث مؤسسات للتعليم العالي في الطب البيطري في شمال شرق الولايات المتحدة، وواحدة من مجموعة من 30 كلية ومدارس تعليم الطب البيطري في جميع أنحاء البلاد. المهمة الأساسية للكلية هي النهوض بصحة الحيوانات والناس ورفاههم من خلال التعليم والبحث والخدمة العامة.
يوفر برنامج درجة DVM (دكتوراه طب بيطري) تعليما للطلاب في الأساس البيولوجي للطب والتدريب على الرعاية البيطرية الأولية والإحالة في المستشفى التعليمي البيطري والخدمات المتنقلة والممارسة الإرشادية في عيادة الرعاية الأولية لخدمة المجتمع. يسهل الوصول المباشر إلى العديد من مزارع الألبان المبتكرة في منطقة نيويورك الشمالية للتدريب على طب أغذية الحيوانات. يتم تصنيف كورنيل باستمرار كأفضل كلية بيطرية في البلاد.
تم اختيار طلاب كلية الطب والعلوم الطبية الحيوية بجامعة ولاية نيويورك لزمالات البحث الطبي المرموقة. قامت الكلية مؤخرًا بتوسيع حجم صفها من 90 طالبًا قبل بضع سنوات إلى 120 طالبًا.